# Берёзкина, Нина Ивановна
Ни́на Ива́новна Берёзкина (20 февраля 1930, село Черниговка, Приморский край — 25 ноября 1999, Владивосток) — кавалер ордена Трудового Красного Знамени, заслуженный учитель Российской Федерации, секретарь Приморского краевого комитета ВЛКСМ, проректор по заочному и вечернему обучению, советский историк и писатель, исследователь истории образования и гражданской войны на Дальнем Востоке, одна из первых организаторов и руководителей Народного музея истории профессионального образования Приморского края.

## Биография
Родилась в крестьянской семье. За трудовую деятельность во время войны награждена медалью «За доблестный труд в Великой Отечественной войне» (1946). После школы поступила во Владивостокский педагогический институт, который окончила в 1951 году с получением специальности учителя русского языка и литературы.
Педагогическую деятельность начала в Спасском педагогическом училище. Уже через год, в 1952 году, получила должность заместителя заведующего отделом по работе среди учащейся молодёжи в Приморском крайкоме ВЛКСМ, а затем была избрана секретарём крайкома.
В 1959 году распоряжением Приморского краевого комитета КПСС назначена проректором по заочному и вечернему обучению Дальневосточного государственного университета.
В 1965 году Берёзкину направили на обучение в Хабаровскую высшую партийную школу. По её окончании в 1967 году получила назначение заместителя заведующего отделом народного образования Приморского краевого исполнительного комитета. Её обязанностями были руководство и контроль за деятельностью массовых общеобразовательных школ. В это время она организовывала краевые олимпиады школьников Приморского края по всем видам знаний.
Вместе с педагогической и организационной работой Нина Ивановна изучала историю родного края. В 1967 году она вступила в Общество изучения Амурского края. Её главным интересом стал период гражданской войны на Дальнем Востоке. Результаты работы вошли в книги о герое гражданской войны Серге Лазо, о дальневосточном периоде жизни маршала Василия Блюхера.
В 1987 году, после выхода на пенсию, Берёзкина работала в Приморском краевом институте переподготовки и повышения квалификации работников образования, где занимала должность заведующей музея истории народного образования Приморского края. Тогда же она стала заместителем председателя краевого совета ветеранов войны и труда, где, как заместитель главного редактора, принимала активное участие подготовке четырёхтомной краевой «Книги памяти защитников Отечества».
Помимо работы в руководстве народного образования Приморского края и музеем истории народного образования, Нина Ивановна была также заместителем председателя Общества советско-китайской дружбы.
В Обществе изучения Амурского края в последние годы жизни она занималась историей приморского народного образования. Нина Ивановна Берёзкина подготовила ряд книг по этой теме, а в научных журналах и сборниках опубликовала свыше 30 статей по вопросам народного образования.
Трагически погибла 25 ноября 1999 года в результате разбойного нападения.
Указом Президента России от 14.09.2000 № 1649 Берёзкиной Нине Ивановне посмертно присвоено звание «Заслуженный учитель Российской Федерации».

Из Черниговской школы на должность инструктора Крайкома ВЛКСМ была призвана молодая учительница русского языка и литературы Нина Ивановна Берёзкина. Ее эрудиция, организаторские способности были востребованы в сфере народного образования. Будучи заместителем заведующего крайоно, проректором ДВГУ, она все свои силы отдавала воспитанию молодого поколения. Нина Ивановна написала много ценных книг, посвящённых народному образованию в Приморье, создала музей народного образования. К сожалению, в расцвете творческих сил жизнь этого замечательного человека прервалась. Она стала жертвой распоясавшихся хулиганов-подростков в 2000 г.— Ковалева З. А., Плохих С. В. История Дальнего Востока России: Учебное пособие.

## Связи
Как исследователь истории гражданской войны на Дальнем Востоке, Нина Ивановна Берёзкина состояла в переписке, а также принимала личное участие в организации поездок и встреч в Приморском крае таких лиц как:
- Супруга Сергея Лазо — Ольга Андреевна Грабенко (1898—1971).
- Дочь Сергея Лазо — Ада Сергеевна Лазо (1919, Владивосток — 1993, Москва).
- Дочь Василия Блюхера — Зинаида Васильевна Блюхер (1923, Москва — 1997, Санкт-Петербург).

## Историография
- Ковалёва З. А., Плохих С. В. История Дальнего Востока России. — Владивосток: ДВГУ, 2002. — 245 с. — 500 экз.

## Труды
- Книги:

1. Берёзкина Н. И., Гуменюк Ф. И., Ткалич А. П. Свет ума и жар сердец. — Владивосток: Дальневост. кн. изд-во, 1991. — 224 с. — 10 000 экз.[8]
2. Берёзкина Н. И., Стрюченко И. Г., Дмитренко А. В. и др. Владивосток. Путеводитель по городу.. — Владивосток: изд-во ДВГУ, 1993. — 254 с. — 100 000 экз.
3. Берёзкина Н. И., Авченко В. Ф., Аникеев В. В. и др. Приморский край. — Владивосток: Дальневост. кн. изд-во, 1979. — 464 с. — 20 000 экз.
4. Берёзкина Н. И., Авченко В. Ф., Аникеев В. В. и др. Приморский край. Краткий энциклопедический справочник.. — Владивосток: Дальневост. кн. изд-во, 1997. — 598 с. — 50 000 экз.[9]
5. Берёзкина Н. И. Поклонимся и мёртвым и живым: (Об учителях Приморья, участвовавших в Великой Отечеств. войне). — Владивосток: Уссури, 1998. — 150 с. — 2000 экз.[10]
6. Берёзкина Н. И. Это нашей истории строки. — Владивосток: Уссури, 1998. — 128 с. — 2000 экз.[8]
7. Берёзкина Н. И., Гуменюк Ф. И., Ткалич А. П. От неграмотности ко всеобщему среднему образованию. — Владивосток: Дальневост. кн. изд-во, 1991. — 212 с. — 5000 экз.[8]

- Публицистика:

1. Берёзкина Н. И. Уссурийский государственный педагогический институт // Уссурийский государственный педагогический институт : буклет. — Уссурийск, 1970. — 4 апреля. — С. 4.
2. Берёзкина Н. И. Роль музея "Хасанец" в учебно-воспитательном процессе Краскинской средней школы // типограф. Хасанского района : брошюра. — Славянка (Приморский край), 1988. — С. 8.
3. Берёзкина Н. И. Из истории Владивостокского коммерческого училища // Записки изучения Общества Амурского края : том 32. — Владивосток, 1998. — С. 32.[11]
4. Берёзкина Н. И. Свет ума и жар сердца : Крат. ист. очерк развития просвещения в Приморье // Библиотека краеведа. Сер. "Просвещение" / Примор. центр Рус. геогр. о-ва. О-во изучения Амур. края. — Владивосток, 1997. — С. 44.

## Награды и звания
- 1946 — медаль «За доблестный труд в Великой Отечественной войне 1941—1945 гг.»
- 1972 — звание «Отличник народного просвещения РСФСР»
- 1975 — звание «Отличник просвещения СССР»[12]
- 1976 — орден Трудового Красного Знамени
- 1988 — медаль «Ветеран труда»
- 2000 — звание «Заслуженный учитель Российской Федерации»[7] (посмертно)